# Busilci
Busilci (mazedonisch Бусилци) ist ein Dorf im zentralen Teil Nordmazedoniens, das zur Gemeinde Čaška gehört. Die nächstgelegene Stadt ist Veles.

## Geschichte

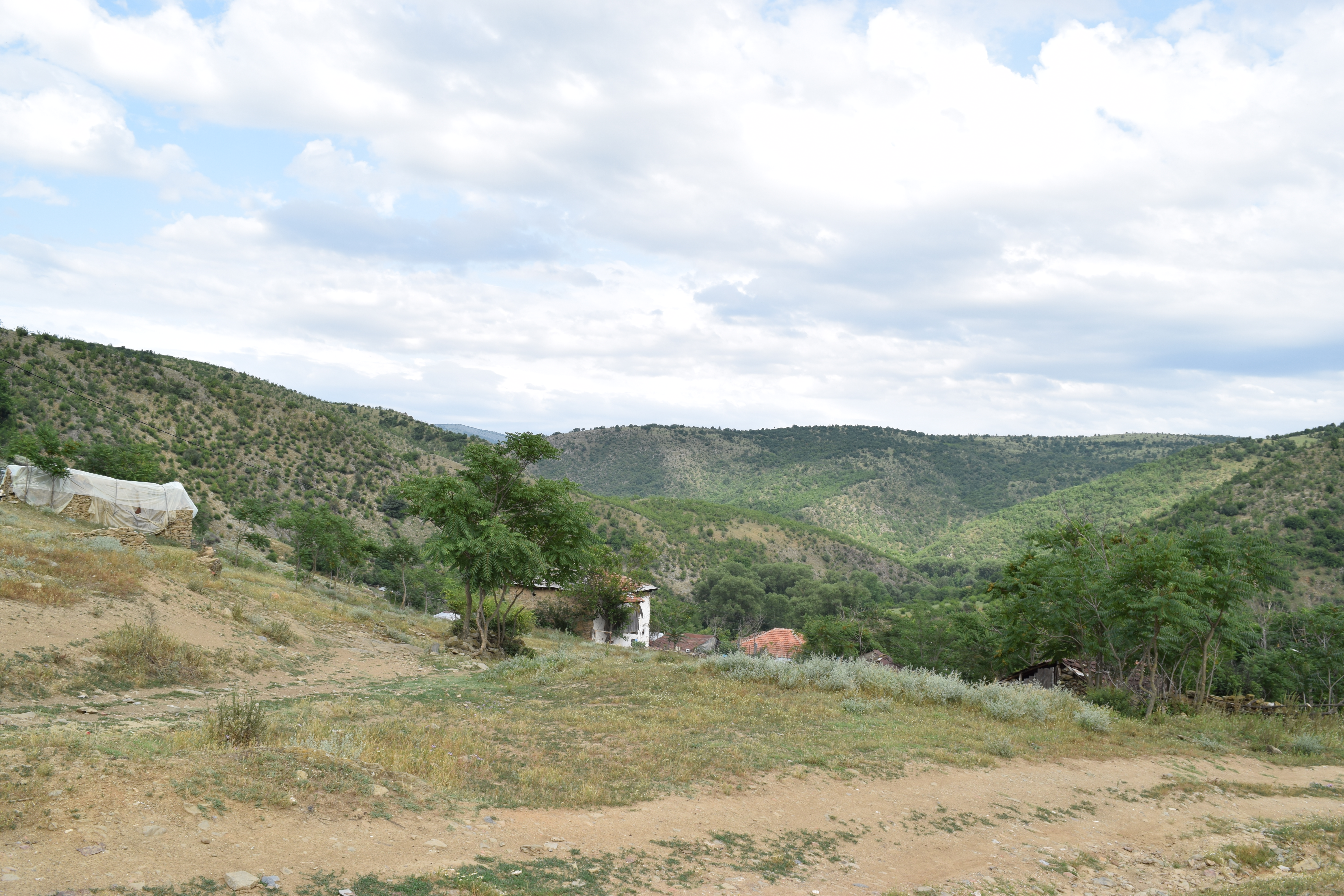
Blick auf Busilci

Der Name des Dorfes leitet sich aus den südslawischen mittelalterlichen Namen Bosil bzw. Busil ab. Die im Jahr 1884 erbaute orthodoxe Kirche im Dorf ist dem Hl. Elija gewidmet.
Seine Bewohner bekannten sich zu Beginn des 19. Jahrhunderts in einem Plebiszit zum bulgarischen Exarchats und waren Teil des bulgarischen Millets. Laut der Statistik des Ethnographen Wassil Kantschow aus dem Jahr 1900 zählte Busilci 155 Einwohner, welche sich als allesamt als Bulgaren deklarierten. Nach den Statistiken des Sekretärs des Exarchats Dimitar Mischew ("La Macedoine et sa Population Chrétienne") im Jahr 1905 lebten in Busilci 200 bulgarische Exarchisten, welche eine bulgarische Grundschule im Dorf besaßen.
Im Zuge des Balkankrieges meldete sich ein Dorfbewohner freiwillig bei der Makedonisch-Adrianopeler Landwehr, einem Freiwilligenverband der bulgarischen Armee.
1927 führte der deutsche Forscher Leonhard Schultze Busilci auf seiner Karte Mazedoniens auf und ordnete es als ein bulgarisch-christliches Dorf auf.
Laut der letzten Volkszählung von 2002 lebten in Busilci folgende 18 Einwohner:
- 10 Mazedonier
- 6 Albaner
- 2 Andere